# 麥克弗森峰
78°32′S 84°42′W / 78.533°S 84.700°W

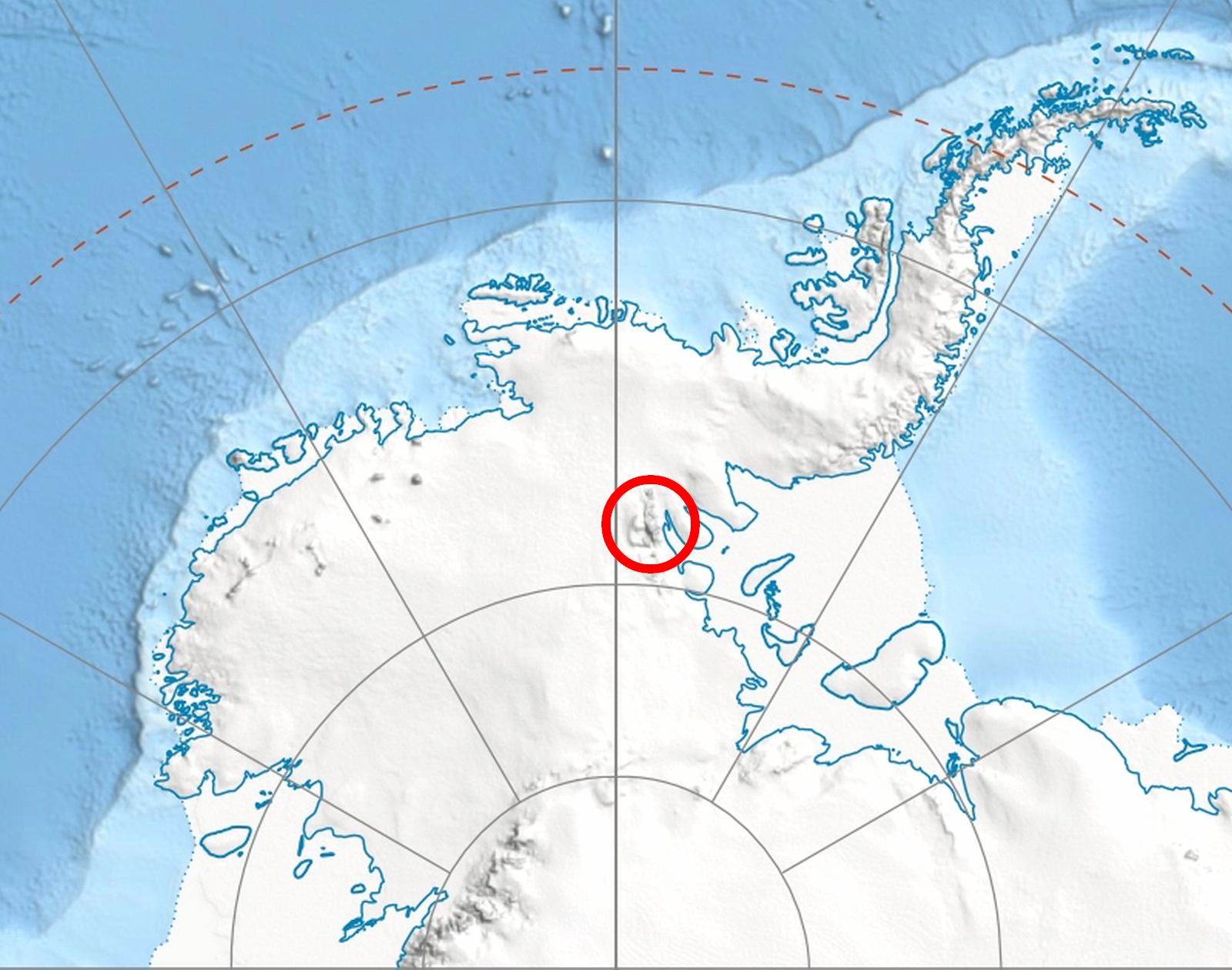

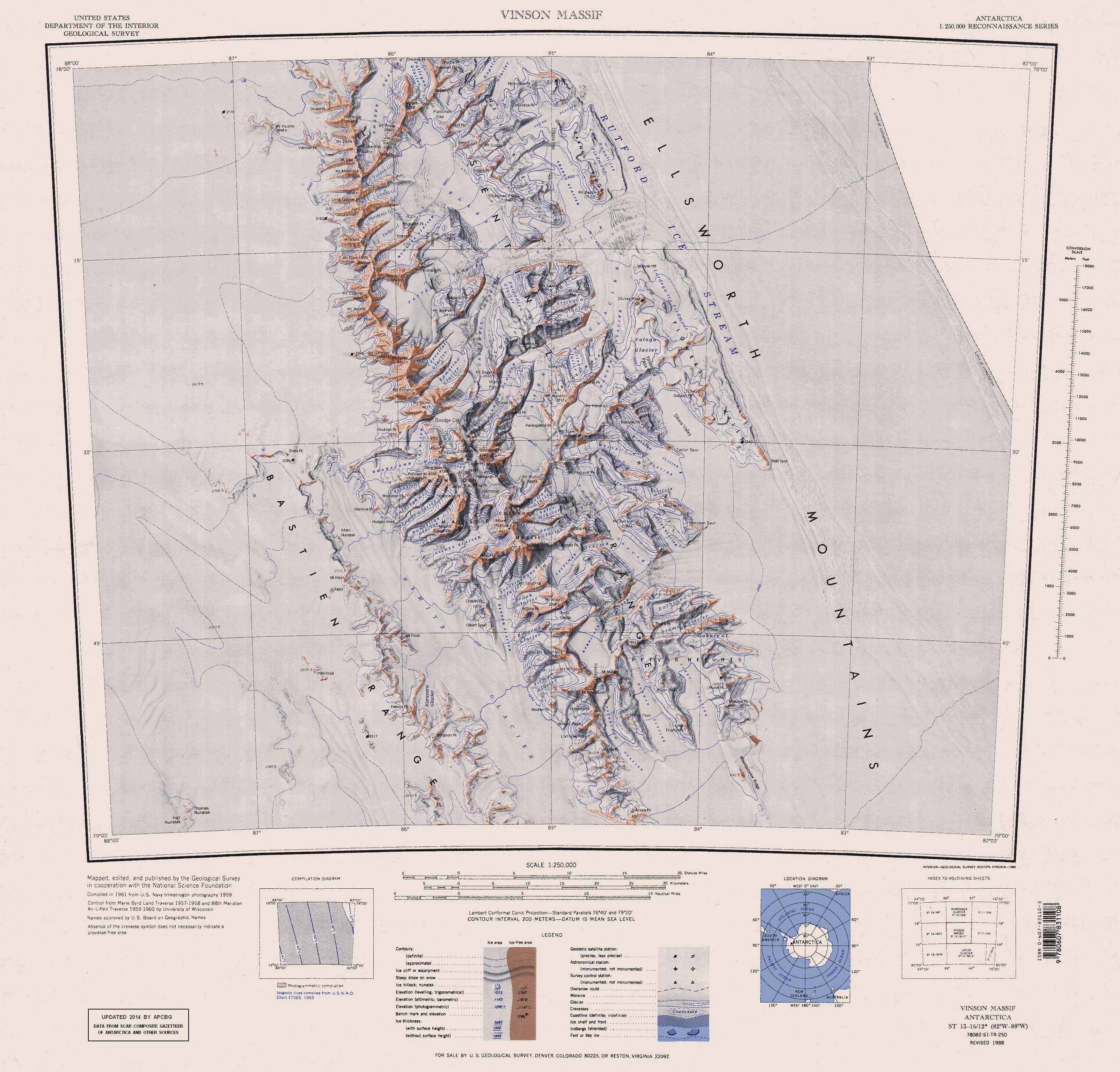

麥克弗森峰是南極洲的山峰，位於埃爾斯沃思地，處於埃爾斯沃思山脈中森蒂納爾嶺的一部分，海拔高度2,200米，美國地質調查局根據測量和該國海軍的空中照片繪入地圖。

## 外部連結
- SCAR Composite Antarctic Gazetteer（页面存档备份，存于）